# Божји мир
Божји мир (латински: Pax et treuga Dei) је, у средњем веку, био престанак непријатељстава кога је наметала црква током одређених годишњих доба.

## Историја
Почеци ове установе сежу у 10. век. Најпре се појавио у Француској у ери династије Капет. Сматра се да је настао 989. године. Роберт II Побожни, син Ига Капета, оснивача династије, је ступио у институцију Божијег мира. Један канон Сабора у Елну из 1027. године забрањује вршење свих насилних радњи од суботе до понедељка. Током друге половине 11. века, институција је проширена и на Енглеску, Шпанију, Немачку и Италију. На сабору у Клермону 1095. године донесена је универзална одлука о обавезном Божијем миру за цело хришћанство ради ступања у рат против неверника. У одређеним облицима обичај се задржао све до 13. века. Касније су периоду у коме није било дозвољено прибегавати сили укључени и божићни и васкршњи пост. Божји мир проглашавао се на народним скупштинама које су одржаване на отвореном. Њима су присуствовали и сељаци и племићи. Прекршавање Божјег мира повлачило је са собом екскомуникацију или, у одређеним случајевима, материјалну санкцију. Активности Божјег мира блиско су везане са клинијевском реформом у 11. веку.